# Araneus linshuensis
Araneus linshuensis là một loài nhện trong họ Araneidae.
Loài này thuộc chi Araneus. Araneus linshuensis được miêu tả năm 1990 bởi Chang-Min Yin et al..